# ヘルツ
ヘルツ（英: hertz 記号: Hz）は、国際単位系（SI）における周波数（en:frequency）のSI組立単位である。その名前は、ドイツの物理学者で、電磁気学の分野で重要な貢献をしたハインリヒ・ヘルツに因む。

## 用語（周波数と振動数）
英語の frequency の日本語訳としては、周波数と振動数の2つの訳語があり得る。しかし日本の計量法は、計量の前提となる物象の状態の量（一般には物理量とみなして良い。）として、72量を定めているが、この中では「周波数」の語のみを用いている。また、国際単位系国際文書のSI組立単位の一覧表における hertz の物理量として仏語版のfréquence, 英語版のfrequencyを日本語版では、「周波数」とのみ訳出している。このため、この項目では「周波数」の語のみを用い、「振動数」の語を用いない。

## 定義
1ヘルツは、「1秒間に1回の周波数」と定義される。
ヘルツとその記号 Hz はSI組立単位である s−1 に与えられた固有の名称と記号であるが、一定周期で発生する現象にのみ使用される。ランダムに発生するような現象についてはヘルツではなく s−1（毎秒）を使用する。特に、1秒間に原子核が崩壊する数は、ベクレル (Bq) という単位で表される。
角速度・角周波数もs−1の次元を持っているが、常に、s−1ではなく明示的な単位であるHz または rad/s（ラジアン毎秒）を用いて表現されることが推奨される。回転数はヘルツで表現することができ、60回転毎分 (rpm) = 1回転毎秒は1 Hzに等しい。1回転は2πradなので、角速度が2π rad/sの回転は1回転毎秒＝1 Hzに等しい。

## 歴史
ヘルツという単位名称は、1930年に国際電気標準会議で制定され、1960年に国際度量衡総会(CGPM)で、それまでの単位名称「サイクル毎秒」を置き換えて採用された。
サイクル毎秒 (記号: c/s, cps) または略してサイクル（記号: c）という単位は、日本では1972年7月1日を以ってヘルツに変更された。サイクル・サイクル毎秒は使用されなくなったが、（旧）計量法には、全面改正される1997年9月30日まで残っていた。

## 使用例
一般的には、電波・電磁波・音波などの波の周波数を表すのに用いられることが多い。ラジオ放送では、テレビ放送などと違い、搬送波周波数表記で選局するのが一般的である。また、CPUなどのクロック周波数を表すのにも用いられる。

### 電磁波
電磁波の周波数について使われる場合は、Hzは1秒あたりの電磁放射の振動の数を指す。
- 長波（LF） 30 – 300 kHz
- 中波（MF） 300 – 3000 kHz
- 短波（HF） 3 – 30 MHz
- 超短波（VHF） 30 – 300 MHz
- 極超短波（UHF） 300 – 3000 MHz
- 極々超短波（SHF） 3 – 30 GHz

### CPU動作周波数
CPUのクロック信号の周波数（クロックスピード）を意味する。
1974年から2000年までに製造されたほとんどのCPUは、メガヘルツの範囲の速度で動いていた。2000年代以降の家庭用コンピュータではギガヘルツ (GHz; 109ヘルツ) の速度で動作しているものが増えていった。
さまざまなバス（たとえばCPUとシステムRAMを接続しているメモリバス）もまた、周波数のクロック信号によって信号を転送している。

## 倍量・分量単位
ヘルツの倍量・分量単位は、以下の通りである。分量単位は、定義はできるが実用されることは稀である。
| 分量                         | 分量 | 分量           |         | 倍量 | 倍量         | 倍量 |
| 値                           | 記号 | 名称           | 値      | 記号 | 名称         |      |
| 10−1 Hz                      | dHz  | デシヘルツ     | 101 Hz  | daHz | デカヘルツ   |      |
| 10−2 Hz                      | cHz  | センチヘルツ   | 102 Hz  | hHz  | ヘクトヘルツ |      |
| 10−3 Hz                      | mHz  | ミリヘルツ     | 103 Hz  | kHz  | キロヘルツ   |      |
| 10−6 Hz                      | µHz  | マイクロヘルツ | 106 Hz  | MHz  | メガヘルツ   |      |
| 10−9 Hz                      | nHz  | ナノヘルツ     | 109 Hz  | GHz  | ギガヘルツ   |      |
| 10−12 Hz                     | pHz  | ピコヘルツ     | 1012 Hz | THz  | テラヘルツ   |      |
| 10−15 Hz                     | fHz  | フェムトヘルツ | 1015 Hz | PHz  | ペタヘルツ   |      |
| 10−18 Hz                     | aHz  | アトヘルツ     | 1018 Hz | EHz  | エクサヘルツ |      |
| 10−21 Hz                     | zHz  | ゼプトヘルツ   | 1021 Hz | ZHz  | ゼタヘルツ   |      |
| 10−24 Hz                     | yHz  | ヨクトヘルツ   | 1024 Hz | YHz  | ヨタヘルツ   |      |
| 10−27 Hz                     | rHz  | ロントヘルツ   | 1027 Hz | RHz  | ロナヘルツ   |      |
| 10−30 Hz                     | qHz  | クエクトヘルツ | 1030 Hz | QHz  | クエタヘルツ |      |
| よく使われる単位を太字で示す |      |                |         |      |              |      |

## 符号位置
| 記号 | Unicode | JIS X 0213 | 文字参照          | 名称       |
| ---- | ------- | ---------- | ----------------- | ---------- |
| ㎐   | U+3390  | -          | &#x3390; &#13200; | ヘルツ記号 |